# OR5A1
OR5A1 (англ. Olfactory receptor family 5 subfamily A member 1) – білок, який кодується однойменним геном, розташованим у людей на короткому плечі 11-ї хромосоми. Довжина поліпептидного ланцюга білка становить 315 амінокислот, а молекулярна маса — 35 152.
| 10         |  | 20         |  | 30         |  | 40         |  | 50         |
| ---------- |  | ---------- |  | ---------- |  | ---------- |  | ---------- |
| MSITKAWNSS |  | SVTMFILLGF |  | TDHPELQALL |  | FVTFLGIYLT |  | TLAWNLALIF |
| LIRGDTHLHT |  | PMYFFLSNLS |  | FIDICYSSAV |  | APNMLTDFFW |  | EQKTISFVGC |
| AAQFFFFVGM |  | GLSECLLLTA |  | MAYDRYAAIS |  | SPLLYPTIMT |  | QGLCTRMVVG |
| AYVGGFLSSL |  | IQASSIFRLH |  | FCGPNIINHF |  | FCDLPPVLAL |  | SCSDTFLSQV |
| VNFLVVVTVG |  | GTSFLQLLIS |  | YGYIVSAVLK |  | IPSAEGRWKA |  | CNTCASHLMV |
| VTLLFGTALF |  | VYLRPSSSYL |  | LGRDKVVSVF |  | YSLVIPMLNP |  | LIYSLRNKEI |
| KDALWKVLER |  | KKVFS      |  |            |  |            |  |            |

A: Аланін

C: Цистеїн

D: Аспарагінова кислота

E: Глутамінова кислота

F: Фенілаланін

G: Гліцин

H: Гістидин

I: Ізолейцин

K: Лізин

L: Лейцин

M: Метіонін

N: Аспарагін

P: Пролін

Q: Глутамін

R: Аргінін

S: Серин

T: Треонін

V: Валін

W: Триптофан

Кодований геном білок за функціями належить до рецепторів, g-білокспряжених рецепторів, білків внутрішньоклітинного сигналінгу. 
Локалізований у клітинній мембрані, мембрані.